# Wiejki
Wiejki – wieś w Polsce położona w województwie podlaskim, w powiecie białostockim, w gminie Gródek.

## Opis
Wieś królewska położona była w końcu XVIII wieku w Wielkim Księstwie Litewskim, województwie nowogródzkim, powiecie wołkowyskim, starostwie niegrodowym jałowskim. 
W 1921 roku wieś liczyła 59 domów i 270 mieszkańców, w tym 141 prawosławnych i 129 katolików łacińskich.
W latach 1954–1959 wieś należała i była siedzibą władz gromady Wiejki, po jej zniesieniu w gromadzie Gródek. W latach 1975–1998 miejscowość administracyjnie należała do województwa białostockiego.
Miejscowość zachowała charakter dwuwyznaniowy do czasów współczesnych. Siedzibą parafii zarówno dla prawosławnych jak i rzymskokatolickich mieszkańców wsi Wiejki jest pobliska Jałówka, gdzie mieszczą się parafie: pw. Podwyższenia Krzyża Świętego i pw. Przemienienia Pańskiego.
W pobliżu wsi znajduje się rezerwat przyrody Jezioro Wiejki.